# Prix Whittaker
Le Prix Whittaker (Sir Edmund Whittaker Memorial Prize) est une distinction mathématique décernée tous les quatre ans par la Société mathématique d'Édimbourg à un jeune mathématicien ayant un certain lien avec l'Écosse. Il est nommé d'après Sir Edmund Whittaker.

## Lauréats
- 2021 : Ben Davison (Université d'Édimbourg)
- 2019 : Michela Ottobre (Université Heriot-Watt)
- 2016 : Arend Bayer (Université d'Édimbourg)
- 2013 : Stuart White (Université de Glasgow)
- 2009 : Agata Smoktunowicz[1] (Université d'Edimbourg)
- 2005 : Tom Bridgeland (Université de Sheffield)
- 2001 : Michael McQuillan et Jonathan Sherratt (Université Heriot-Watt)
- 1997 : Alan Rendall (de) (Institut Max-Planck de physique gravitationnelle, Potsdam)
- 1993 : Mitchell Berger (Université d'Exeter), Alan Reid (en)[2] (Université du Texas)
- 1989 : Andrew Lacey (Université Heriot-Watt), Michael Röckner (de) (Université de Bielefeld)
- 1985 : John Mackintosh Howie (Université Heriot-Watt)
- 1981 : John M. Ball (Université d'Oxford)
- 1977 : Gavin Brown (Université de Sydney), Charles A. Stuart (Université du Sussex)
- 1973 : Alexander Munro Davie
- 1970 : Derek John Scott Robinson (de) (Université de l'Illinois à Urbana-Champaign)
- 1965 : John Bryce McLeod (Université d'Oxford)
- 1961 : A. G. Mackie, Andrew H. Wallace (en)